# Хавајан Гарденс (Калифорнија)
Хавајан Гарденс (енгл. Hawaiian Gardens) град је у америчкој савезној држави Калифорнија. По попису становништва из 2010. у њему је живело 14.254 становника.

## Демографија
Према попису становништва из 2010. у граду је живело 14.254 становника, што је 525 (3,6%) становника мање него 2000. године.
| Група             | 2000.          | 2010.          |
| Белци             | 1.595 (10,8%)  | 1.044 (7,3%)   |
| Афроамериканци    | 657 (4,4%)     | 546 (3,8%)     |
| Азијати           | 1.300 (8,8%)   | 1.513 (10,6%)  |
| Хиспаноамериканци | 10.869 (73,5%) | 11.010 (77,2%) |
| Укупно            | 14.779         | 14.254         |